# Petits coups montés
Pour plus de détails, voir Fiche technique et Distribution.
Petits coups montés ou Petits contrecoups au Québec (Set It Up) est une comédie romantique américaine réalisée par Claire Scanlon et sortie en 2018 sur le service Netflix.

## Synopsis
Harper est l'assistante de Kirsten, une ancienne journaliste devenue l'éditrice d'un site sportif. Charlie est également assistant, mais celui de Rick qui travaille dans la finance. Tous deux travaillent dans le même immeuble et se rencontrent un soir, en allant chercher à manger pour leurs patrons.
Le lendemain, ils se livrent sur leur quotidien au travail, pas toujours facile à cause du tempérament de leurs patrons. Ils décident alors de mettre en place un plan pour les calmer : tout faire pour que Kirsten et Rick se rencontrent et se fréquentent.

## Fiche technique
Sauf indication contraire, les informations mentionnées dans cette section peuvent être confirmées par la base de données cinématographiques IMDb,  présente dans la section « Liens externes ».
- Titre original : Set It Up
- Titre français : Petits coups montés
- Titre québécois : Petits contrecoups
- Réalisation : Claire Scanlon
- Scénario : Katie Silberman
- Direction artistique : Charley Beal
- Décors : Alexandra Mazur
- Costumes : Rebecca Hofherr
- Photographie : Matthew Clark
- Montage : Wendy Greene Bricmont
- Musique : Laura Karpman
- Casting : Meredith Tucker
- Production : Juliet Berman et Justin Nappi
- Sociétés de production : Treehouse Pictures
- Société de distribution : Netflix
- Pays d'origine :  États-Unis
- Langues originales : anglais
- Format : Couleur - 4K
- Genre : Comédie romantique
- Durée : 105 minutes
- Dates de sortie :
  - Monde : 15 juin 2018

## Distribution
- Zoey Deutch (VF : Florie Auclerc) : Harper Moore
- Glen Powell (VFB : Maxime Donnay) : Charlie Young
- Lucy Liu (VF : Laëtitia Godès) : Kirsten Stevens
- Taye Diggs (VF : Bruno Dubernat) : Richard « Rick » Otis
- Joan Smalls (VFB : Kiu Jérôme) : Suze
- Meredith Hagner (en) (VFB : Delphine Moriau) : Becca
- Pete Davidson (VFB : Antonio Lo Presti) : Duncan
- Jon Rudnitsky (VFB : Maxime Van Santfoort) : Mike
- Tituss Burgess (VFB : Gilles Wiemick) : Tim
- Noah Robbins : Bo
- Jaboukie Young-White : Alex

 Source et légende : version française (VF) sur RS Doublage et selon le carton du doublage français.

## Production

### Genèse
En février 2016, TreeHouse Pictures annonce le lancement du projet avec à l'écriture Katie Silberman. La société annonce aussi que le film sera distribué par Metro-Goldwyn-Mayer et Emilia Clarke obtient le rôle d'Harper.
Néanmoins, en mars 2017, Metro-Goldwyn-Mayer abandonne le projet qui est récupéré par le service de streaming Netflix. Il est alors dévoilé que Zoey Deutch reprendra le rôle prévu pour Emilia Clarke et que Glen Powell sera le premier rôle masculin. La réalisation est également confiée à Claire Scanlon, son premier film en tant que réalisatrice.
En juin 2017, l'acteur Taye Diggs, l'actrice Lucy Liu et le mannequin Joan Smalls rejoignent la distribution.

### Tournage
Le tournage du film s'est entièrement déroulé à New York à partir du mois de juin 2017.

## Réception critiques
Le film a reçu des critiques généralement positives sur le site agrégateur de critiques Rotten Tomatoes, recueillant 90 % de critiques positives, avec une note moyenne de 7/10 sur la base de 41 critiques collectées. Le film obtient le statut « Frais », le certificat de qualité du site.
Le consensus critique établi par le site résume qu'il suit le schéma classique des comédies romantiques mais en prouvant qu'il est toujours possible de faire plaisir, même avec une formule familière.
Sur Metacritic, il reçoit également des critiques positives obtenant une note de 62/100 basée sur 14 critiques collectées.